# Nufenenstock
El Nufenestock (2.866 m) és una muntanya dels Alps Lepontins, que es troba a la frontera entre els cantons suïssos del Valais i Ticino, entre el coll de Nufenen i el Passo del Corno. La seva banda sud-oest mira cap al llac de Gries.